# 513 Центезіма
513 Центезіма (513 Centesima) — астероїд головного поясу, відкритий 24 серпня 1903 року Максом Вольфом у Гейдельберзі.